# Pleiocraterium gentianifolium
Pleiocraterium gentianifolium är en måreväxtart som beskrevs av Cornelis Eliza Bertus Bremekamp. Pleiocraterium gentianifolium ingår i släktet Pleiocraterium och familjen måreväxter. Inga underarter finns listade i Catalogue of Life.